# Возвращение грозной семейки
«Возвращение грозной семейки» (англ. The Thundermans Return) — американский семейный супергеройский комедийный фильм 2024 года. Фильм-продолжение телесериала «Грозная семейка» (2013—2018) Кира Косарин, Джек Гриффо, Эддисон Рики, Диего Веласкес, Майя Ле Кларк, Крис Таллман и Роза Блази повторили свои роли семьи Сандерменов, вместе с другими персонажами. Дэна Снайдер снова озвучил кролика доктора Колоссо. Съёмки начались в начале апреля 2023 года в Лос-Анджелесе. Фильм был выпущен 7 марта 2024 года на Paramount+. В русской озвузке фильм транслировался 31 марта на Nickelodeon Global (также известен как Nickelodeon HD) который является международной версией телеканалa Nickelodeon.

## Сюжет
Метробург спустя три года продолжает страдать от преступности, и вот метеоры собираются разрушить город, но семья Сандерменов встаёт на его защиту. Семья хочет отпраздновать спасение, но веселье прерывается, когда происходит очередное преступление. Прибывает другая команда, называемая «Команда V» и Макс случайно роняет гигантский пончик на одного из членов команды. Из-за этого семью Сандерменов исключают из T-Force и отправляют обратно в Хидденвилл. В то время как Хэнк и Барб наслаждаются возвращением, а Билли и Нора с нетерпением ждут нормальной школьной жизни, Макс и Фиби полны решимости вернуть себе жизнь супергероев.
Темный Властелин, Королевский Краб и Стронгдор находятся в тюрьме Метробурга. «Команда V» посещает их, и сообщают злодеям, что теперь они главные после ухода Сандерменов. «Команда V» придумывают свой собственный план по созданию армии суперзлодеев с секретным предметом, который Лига героев охраняет уже 100 лет. Близнецы Фиби и Макс отчаянно пытаются вернуть себе работу и создают «Древ отряд». Однако остальные члены семьи хотят жить обычной жизнью.
В школе Хидденвилл Нора использует свои суперспособности, чтобы заводить друзей. Билли не смог найти друга в одиночку и использует ту же идею. Нора, возмущённая этим, стреляет в Билли лазерами, в то время как Билли блокирует атаки, но в конечном итоге случайно отрезает конский хвост директору Брэдфорду. Вернувшись домой, Барб и Хэнк, все еще беспокоящиеся о безопасности Хлои, звонят кузену Пузырю и просят одолжить вертолет, чтобы следить за ней. Во время полета, Черри катапультирует в вертолет два коктейля Шлёп Шэйков, которые Хэнк заказал в Шлёп Бургер. Хэнку не удается их поймать, в итоге они вынуждены посадить вертолет, но разбиваются на глазах у Хлои и её друзей.
Макс и Фиби выясняют, что «Команда V» злодеи. Они идут в их лабораторию, чтобы их поймать, но их самих ловят и связывают, после чего запирают в «Кафе Тёмного Властелина». Там на них воздействует при помощи видео Тёмного Властелина. Они пытаются бежать но неудачно, после чего срабатывает запирание с предстоящим самоуничтожением помещения.
Тем временем дети злодеев пытаются найти Растение силы, и находят его в доме Сандерменов. Сначала Хэнк, отказывается отдать её им, но затем Темный Властелин-младший показывает ему на телефоне, что Макса и Фиби пытают, поэтому Хэнк всё-таки соглашается дать детям растение, если они после этого освободят Фиби и Макса. Дети соглашаются, и Хэнк дает им растение полагая, что близнецы будут освобождены, но они солгали. Дети злодеев сбегают с растением а Макс и Фиби всё еще заперты в загадочном месте. Хэнк пытается их догнать, но падает, когда над городом появляется огромный купол. Хлоя находит синее семя Растения силы, которое может создавать супергероев. Директора Брэдфорда, Гидеона, Ойстэра и миссис Вонг, превращают в супергероев. Они все вместе пытаются разрушить купол, и им это удаётся. Хлоя телепортирует их к местонахождению Фиби и Макса чтобы их спасти. Поскольку обратная телепортация требует минутной перезарядки, но времени нет, Хэнк разбивает систему самоуничтожения. Теперь они должны найти «Команду V». Чтобы осыпать всех семенами, Барб выбирает самую высокую точку Метробурга — гора Метробург высотой 14 220 метров.
Тем временем дети злодеев пытаются найти Растение силы, и находят его в доме Сандерменов. Сначала Хэнк, отказывается отдать её им, но затем Темный Властелин-младший показывает ему на телефоне, что Макса и Фиби пытают, поэтому Хэнк всё-таки соглашается дать детям растение, если они после этого освободят Фиби и Макса. Дети соглашаются, и Хэнк дает им растение полагая, что близнецы будут освобождены, но они солгали. Дети злодеев сбегают с растением а Макс и Фиби всё еще заперты в загадочном месте. Хэнк пытается их догнать, но падает, когда над городом появляется огромный купол. Хлоя находит синее семя Растения силы, которое может создавать супергероев. Директора Брэдфорда, Гидеона, Ойстэра и миссис Вонг, превращают в супергероев. Они все вместе пытаются разрушить купол, и им это удаётся. Хлоя телепортирует их к местонахождению Фиби и Макса чтобы их спасти. Поскольку обратная телепортация требует минутной перезарядки, но времени нет, Хэнк разбивает систему самоуничтожения. Теперь они должны найти «Команду V». Чтобы осыпать всех семенами, Барб выбирает самую высокую точку Метробурга — гора Метробург высотой 14 220 метров.
Сандермены противостоят злодеям, которые находятся на вершине горы Метробурга, и планируют выпустить красные семена Растения силы из дрона. Пока семья сражается с злодеями, сыну Темного Властелина, удаётся запустить дрон над Метробургом. Хлоя телепортирует Макса и Фиби на дрон, и они забирают красные семена.
Вернувшись домой, Сандермены наконец-то устроили семейную вечеринку. Позже, Супер президент Крутисон возвращается и хочет восстановить Т-Fоrсe. Семья соглашается, но при условии, что их дом в Хидденвилле станет их новой штаб-квартирой. Супер президент Крутисон соглашается и приветствует возвращение T-Force в Лигу героев. В своём дворе, семья замечает что Черри, Ойстэр, Гидеон, директор Брэдфорд и миссис Вонг все еще остаются супергероями, Макс и Фиби замораживают их, чтобы разобраться с этой проблемой позже.
Вернувшись домой, Сандермены наконец-то устроили семейную вечеринку. Позже, Супер президент Крутисон возвращается и хочет восстановить Т-Fоrсe. Семья соглашается, но при условии, что их дом в Хидденвилле станет их новой штаб-квартирой. Супер президент Крутисон соглашается и приветствует возвращение T-Force в Лигу героев. В своём дворе, семья замечает что Черри, Ойстэр, Гидеон, директор Брэдфорд и миссис Вонг все еще остаются супергероями, Макс и Фиби замораживают их, чтобы разобраться с этой проблемой позже.
Незаметно для всех, доктор Колоссо получает загадочное послание от неизвестного существа, обещающее ему особое задание.

## Актёрский состав
- Кира Косарин — Фиби Сандермен
- Джек Гриффо — Макс Сандермен
- Эддисон Рики — Нора Сандермен
- Диего Веласкес — Билли Сандермен
- Майя Ле Кларк — Хлоя Сандермен
- Крис Таллман — Хэнк Сандермен
- Роза Блази — Барб Сандермен
- Дэна Снайдер — доктор Колоссо (озвучка)
- Одри Уайтби — Черри
- Даниэль Гэйтер — супер президент Крутисон
- Тэннэр Стайн — Ойстэр
- Кенни Ридван — Гидеон
- Джейк Борелли — Вольфганг
- Хелен Ридван — миссис Вонг
- Джефф Мичам — директор Бредфорд
- Харви Гриен — кузен Пузырь
- Мэтт Маллинз — Тёмный Властелин
- Майкл Фостер — Стронгдор
- Пол Ф. Томпкинс — Королевский Краб

## Производство
2 марта 2023 года было объявлено, что Nickelodeon Productions работает над полнометражном фильмом Грозной семейки под названием «Возвращение грозной семейки» с полным актёрским составом. Шоураннер сериала Джед Спингэрн написал сценарий, Тревор Киршнер был нанят в качестве режиссера, а Зак Олин и Шона Фелан были продюсерами.